# Делич
 Тази статия е за града в Германия.  За административния окръг вижте Делич (окръг).  
Делич (на немски: Delitzsch) е град в Германия, разположен в окръг Северна Саксония, провинция Саксония. Намира се на 20 км северно от град Лайпциг. Към 31 декември 2011 година населението на града е 26 035 души.

## Личности
В Делич е роден естествоизпитателят Кристиан Готфрид Еренберг (1795-1876).